# Makanru

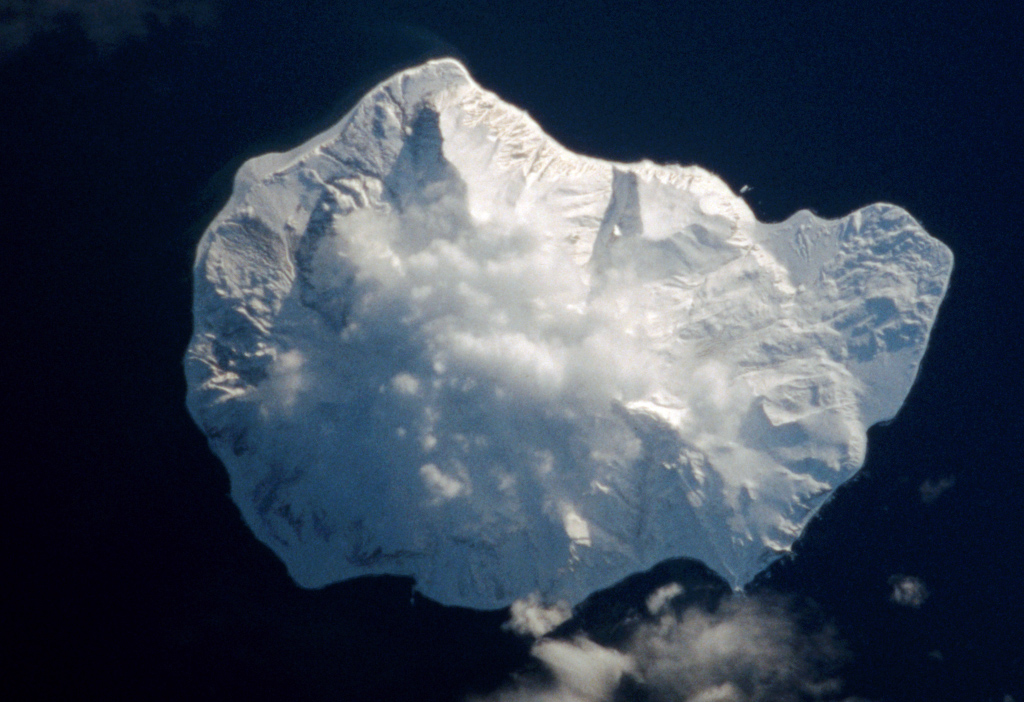
Satelitní snímek ostrova Makanruši

Makanru (japonsky: 磨勘留島, Makanru-tó), uváděno též jako Makanruši, je jeden z menších ostrovů severní skupiny Kurilských ostrovů. Jeho poloha je 28 km severovýchodně od ostrova Onekotan, na západním konci Čtvrté kurilské úžiny (53 km široký průliv o velké hloubce, který odděluje Onekotan od Paramuširu.